# Rock Island (Oklahoma)
Rock Island es un pueblo del condado de Le Flore, Oklahoma, Estados Unidos. Tiene una población estimada, a mediados de 2021, de 732 habitantes.

## Geografía
Está ubicado en las coordenadas 35°11′6″N 94°28′57″O / 35.18500, -94.48250 (35.184921, -94.482614).

## Demografía
Según la Oficina del Censo, en 2000 los ingresos medios de los hogares de eran de $30,625 y los ingresos medios de las familias eran de $34,545. Los hombres tenían ingresos medios por $26,442 frente a los $18,625 que percibían las mujeres. Los ingresos per cápita eran de $14,115. Alrededor del 11.5% de la población estaba por debajo del umbral de pobreza.
De acuerdo con la estimación 2017-2021 de la Oficina del Censo, los ingresos medios de los hogares son de $35,781 y los ingresos medios de las familias son de $48,661. Alrededor del 26.5% de la población estaba por debajo del umbral de pobreza.